# كلفن غراهام
كلفن غراهام (بالإنجليزية: Kelvin Graham)‏ هو كاياكير أسترالي، ولد في 27 أبريل 1964.

## وصلات خارجية
- كلفن غراهام على موقع أوليمبيديا (الإنجليزية)
- كلفن غراهام على موقع اللجنة الأولمبية الأسترالية (الإنجليزية)